# 988
988 (CMLXXXVIII) fue un año bisiesto comenzado en domingo del calendario juliano, en vigor en aquella fecha.

## Acontecimientos
- España: El caudillo árabe Almanzor arrasa la ciudad de León.
- Vladímir I de Kiev, gran príncipe de Kiev se casa con Ana, hermana del emperador bizantino Basilio II y se convierte al Cristianismo, bautizando a toda la Rus de Kiev.
- Olaf I de Noruega desembarca en Inglaterra.

## Nacimientos
- Edmundo II Brazo de Hierro, rey de Inglaterra.

## Fallecimientos
- Aarón I, zar de Bulgaria (n. 944)
- Arnulfo II de Flandes